# Équipe de France féminine de basket-ball en 1946
L'équipe de France de basket-ball en 1946

## Les matches
| Date            | Lieu      | Adversaire | Score   | Compétition | Meilleures marqueuse (France) |
| 10 février 1946 | Bruxelles | Belgique   | D 41-38 | D           | Arlette Reni (13)             |

D : défaite, V : victoire
A : Amical

## L'équipe
- Sélectionneur :
- Assistants :

| Poste | Joueuse                    | Nombre matchs | Nombre points | Club(s) 1946   |
| -     | Monique Balue              | 1             | 11            | SMUC           |
| -     | Eliane Bernard             | 1             | 0             | SMUC           |
| -     | Germaine Cantier           | 1             | 2             | SMUC           |
| -     | Anne-Marie Colchen         | 1             | 2             | Le Havre       |
| -     | Colette Ducos de la Haille | 1             | 2             | Stade Français |
| -     | Simone Fourniaud           | 1             | 2             | Lutèce         |
| -     | Simone Hennape             | 1             | 0             | US Métro       |
| -     | Maryse Lauquet             | 1             | 6             | Lutèce         |
| -     | Yvonne Pelatan             | 1             | 0             | SMUC           |
| -     | Arlette Reni               | 1             | 13            | CO Paris       |

## Sources et références
- CD-rom : 1926-2003 Tous les matchs des équipes de France édité par la FFBB.